# Beaconsfield Upper
Beaconsfield Upper – miasto w Australii, w stanie Wiktoria.